# Ernst Joll
Ernst-Aleksander Joll (né le 16 septembre 1902 à Tallinn à l'époque dans l'Empire russe et aujourd'hui en Estonie, et mort le 3 avril 1935 dans la même ville) est un joueur de football international estonien, qui évoluait au poste d'attaquant.

## Biographie

### Carrière en club
Ernst Joll joue en faveur du Tallinna Kalev et du Tallinna JK. Il remporte au cours de sa carrière trois titres de champion d'Estonie.

### Carrière en sélection
Ernst Joll reçoit 23 sélections en équipe d'Estonie, inscrivant cinq buts, entre 1920 et 1929. Toutefois, certaines sources indiquent seulement 22 sélections et quatre buts.
Il joue son premier match en équipe nationale le 17 octobre 1920, en amical contre la Finlande (défaite 6-0 à Helsinki). Il inscrit son premier but le 25 septembre 1923, en amical contre la Pologne (défaite 1-4 à Tallinn). Il marque son deuxième but cinq jours plus tard, en amical contre la Finlande (victoire 2-1 à Tallinn).
Le 5 septembre 1926, il inscrit son troisième but en sélection, une nouvelle fois contre la Finlande, en amical (match nul 1-1 à Helsinki). Il marque son quatrième but le 10 août 1927, à nouveau en amical contre la Finlande (victoire 2-1 à Tallinn). Son dernier but est inscrit le 7 juillet 1929, en amical contre la Suède (défaite 4-1 à Landskrona). Il reçoit sa dernière sélection le 27 août 1929, lors d'un match amical contre la Finlande (victoire 2-1 à Helsinki).
Il participe avec l'équipe d'Estonie aux Jeux olympiques de 1924. Lors du tournoi olympique organisé à Paris, il joue un match contre les États-Unis, avec pour résultat une défaite 1-0 au Stade Pershing.

## Palmarès
| Tallinna Kalev - Championnat d'Estonie (1) : - Champion : 1923. - Meilleur buteur : 1923 (3 buts). |  | TJK - Championnat d'Estonie (1) : - Champion : 1928. |